# Хјурон Шорс (Онтарио)
Хјурон Шорс (енгл. Huron Shores) је општина у Канади у покрајини Онтарио. Према резултатима пописа 2011. у општини је живело 1.723 становника.

## Становништво
Према резултатима пописа становништва из 2011. у граду је живело 1.723 становника, што је за 1,6% више у односу на попис из 2006. када је регистровано 1.696 житеља.
| 2006. | 2011. |
| ----- | ----- |
| 1.696 | 1.723 |